# Agnese di Zähringen
Agnese di Zähringen (Bad Urach, 1158 – Bad Urach, 10 maggio 1239) fu una figlia di Bertoldo IV e Heilwig di Frohburg. Apparteneva dunque alla stirpe degli Zähringen.
Agnese si sposò prima del 1181 con il conte di Urach Egino IV, rendendo possibile a questo di entrare in possesso di molte proprietà degli Zähringen una volta che essi si estinsero in via maschile. Questo matrimonio fruttò quattro figli e tre figlie conosciuti per nome:
- Corrado (intorno al 1180-1227), cardinale vescovo di Porto e legato pontificio;
- Egino V di Urach (chiamato anche Egino I (o Egon) di Freiburg) (intorno al 1185 - 1236/37), primo conte di Friburgo;
- Jolanthe (1188-1218) ∞ che sposò Ulrico III conte di Neuchâtel zu Nidau († 1225);
- Rodolfo (1205 - prima del 1260), conte di Urach-Dettingen (insieme a Bertoldo, erede delle proprietà della famiglia Urach), dal 1254 monaco di Bebenhausen;
- Bertoldo di Urach (1207 - 1242), dal 1207 al 1221 abate di Tennenbach, dal 1221 al 1220 abate di Lützel e Salem;
- Agnese ∞ che sposò Enrico I di Baden († 13 gennaio 1231), margravio di Hachberg;
- Elvige († 1262) ∞ che sposò il conte Federico di Pfirt-Altkirch (conte di Ferrette).

## Ascendenza
|                          |                          |                          | Genitori                 |  |  | Nonni |  |  | Bisnonni                 |  |  | Trisnonni               |  |
|                          |                          |                          |                          |  |  |       |  |  | Bertoldo II di Zähringen |  |  | Bertoldo I di Zähringen |  |
|                          |                          |                          |                          |  |  |       |  |  | Bertoldo II di Zähringen |  |  | Bertoldo I di Zähringen |  |
|                          |                          | Richwara                 |                          |  |  |       |  |  | Bertoldo II di Zähringen |  |  |                         |  |
| Corrado I di Zähringen   |                          |                          |                          |  |  |       |  |  | Bertoldo II di Zähringen |  |  |                         |  |
|                          |                          | Agnese di Rheinfelden    | Rodolfo di Rheinfelden   |  |  |       |  |  |                          |  |  |                         |  |
|                          |                          | Agnese di Rheinfelden    | Rodolfo di Rheinfelden   |  |  |       |  |  |                          |  |  |                         |  |
|                          |                          | Agnese di Rheinfelden    | Adelaide di Savoia       |  |  |       |  |  |                          |  |  |                         |  |
| Bertoldo IV di Zähringen |                          | Agnese di Rheinfelden    |                          |  |  |       |  |  |                          |  |  |                         |  |
|                          |                          | Goffredo I di Namur      | Alberto III di Namur     |  |  |       |  |  |                          |  |  |                         |  |
|                          |                          | Goffredo I di Namur      | Alberto III di Namur     |  |  |       |  |  |                          |  |  |                         |  |
|                          |                          | Goffredo I di Namur      | Ida di Sassonia          |  |  |       |  |  |                          |  |  |                         |  |
| Clemenza di Namur        |                          | Goffredo I di Namur      |                          |  |  |       |  |  |                          |  |  |                         |  |
|                          |                          | Ermesinde di Lussemburgo | Corrado I di Lussemburgo |  |  |       |  |  |                          |  |  |                         |  |
|                          |                          | Ermesinde di Lussemburgo | Corrado I di Lussemburgo |  |  |       |  |  |                          |  |  |                         |  |
|                          |                          | Ermesinde di Lussemburgo | Clemenza d'Aquitania     |  |  |       |  |  |                          |  |  |                         |  |
| Agnese di Zähringen      |                          | Ermesinde di Lussemburgo |                          |  |  |       |  |  |                          |  |  |                         |  |
|                          | Adalberone I di Frohburg | …                        |                          |  |  |       |  |  |                          |  |  |                         |  |
|                          | Adalberone I di Frohburg | …                        |                          |  |  |       |  |  |                          |  |  |                         |  |
|                          | Adalberone I di Frohburg | …                        |                          |  |  |       |  |  |                          |  |  |                         |  |
| Folmar II di Frohburg    | Adalberone I di Frohburg |                          |                          |  |  |       |  |  |                          |  |  |                         |  |
|                          |                          | Sofia di Lenzburg        | …                        |  |  |       |  |  |                          |  |  |                         |  |
|                          |                          | Sofia di Lenzburg        | …                        |  |  |       |  |  |                          |  |  |                         |  |
|                          |                          | Sofia di Lenzburg        | …                        |  |  |       |  |  |                          |  |  |                         |  |
| Heilwig di Frohburg      |                          | Sofia di Lenzburg        |                          |  |  |       |  |  |                          |  |  |                         |  |
|                          |                          | …                        | …                        |  |  |       |  |  |                          |  |  |                         |  |
|                          |                          | …                        | …                        |  |  |       |  |  |                          |  |  |                         |  |
|                          |                          | …                        | …                        |  |  |       |  |  |                          |  |  |                         |  |
| Sofia di Montbelliard    |                          | …                        |                          |  |  |       |  |  |                          |  |  |                         |  |
|                          |                          | …                        | …                        |  |  |       |  |  |                          |  |  |                         |  |
|                          |                          | …                        | …                        |  |  |       |  |  |                          |  |  |                         |  |
|                          |                          | …                        | …                        |  |  |       |  |  |                          |  |  |                         |  |
|                          |                          | …                        |                          |  |  |       |  |  |                          |  |  |                         |  |